# Kia Ceed
Kia CEED (před rokem 2018 Kia cee'd) je automobil nižší střední třídy vyráběný jihokorejskou automobilkou Kia Motors. Začal se vyrábět v roce 2006 ve slovenské Žilině. Tento model umožnil automobilce Kia proniknout na náročný evropský trh, protože oproti předchozímu modelu Cerato byl od začátku vyvíjen pro evropské zákazníky. 
Ceed je nabízen ve variantách:
Ceed – pětidveřový hatchback, vyráběn i ve sportovnější verzí GT.
Ceed SW – pětidveřový kombi označovaný jako Sporty Wagon (zkráceně SW). Vyráběn i ve verzi PHEV (Plug-in Hybrid).
Proceed – sportovnější dříve třídveřový hatchback dnes pětidveřový kombi.
XCeed – crossover, zvýšený podvozek.

## První generace (2006–2012) ED
V roce 2009 proběhl facelift, při kterém dostal Cee´d jiná světla,jinou mřížku chladiče a jiné mlhovky vpředu. V zadní části pak nalezneme LED světlomety a trochu pozměněný nárazník.

### Motory
Zážehové motory v Cee'du jsou vybaveny variabilním časováním ventilů a přímým vstřikováním. Vznětové motory jsou přeplňovány turbodmychadlem a disponují systémem vysokotlakého vstřikování paliva Common rail.

### Benzínové
- 1.4 16V 80 kW (G4FA)
- 1.4 16V CVVTi 77 kW (G4FA)
- 1.4 16V CVVT 66 kW (G4FA-L)
- 1.6 16V CVVT 85–93 kW (G4FC)
- 2.0 16V CVVT 105 kW (G4GC)

### Vznětové (Nafta)
- 1.6 CRDi 66 kW (D4FB-L)
- 1.6 CRDi 85 kW (84kW) (D4FB)
- 1.6 CRDi 94 kW (D4FB)
- 2.0 CRDi 103 kW (D4EA-F)

### Karosářské varianty
Kia vyrábí několik typů vozů založených na modelu Cee'd:
- Cee'd
- Cee'd Sporty Wagon
- pro_cee'd
- Pro_cee'd GT

### Bezpečnost
Výsledky testů Euro NCAP z roku 2007:
- Dospělí  34 bodů
- Děti  37 bodů
- Chodci  11 bodů

### Účast v závodech
- KIA Lotus Cup 2010
- BTCS 12H de Spa 2009

## Druhá generace (2012–2018) JD
Druhá generace přišla v roce 2012 a bude vyráběna do roku 2018. Oproti předchozí generaci má vůz dynamičtější design.

## Třetí generace (2018–2024) CD
Třetí generace byla představena na začátku roku 2018. V roce 2021 proběhl facelift.

### Facelift (2021–2024)
Ve výbavě: Comfort, FRESH, SPIN, Exclusive, Top, Gt Line, GT.

#### Dostupné motorizace v r. 2022

##### Benzín
1.0 T-GDI GPF (100 k) 74 kW / 4500–6000 ot/min, 172 Nm / 1500–4000 ot/min 
1.0 T-GDI GPF (120 k) 88 kW / 6000 ot/min, 172 Nm / 1500–4000 ot/min 
1.5 T-GDI GPF (160 k) 118 kW / 5500 ot/min, 253 Nm / 1500–3500 ot/min 
1.5 T-GDI GPF 7DCT automat (160 k) 118 kW / 5500 ot/min, 253 Nm / 1500–3500 ot/min 
1.6 T-GDI GPF 7DCT automat (204 k) 150 kW / 6000 ot/min, 265 Nm / 1500–4500 ot/min – jen verze GT

##### Nafta
1.6 CRDi SCR MHEV iMT (136 k) 100 kW / 4000 ot/min, 280 Nm / 1500–3000 ot/min 

1.6 CRDi SCR MHEV 7DCT automat (136 k) 100 kW / 4000 ot/min, 320 Nm / 2000–2250 ot/min